# Domingo Villar

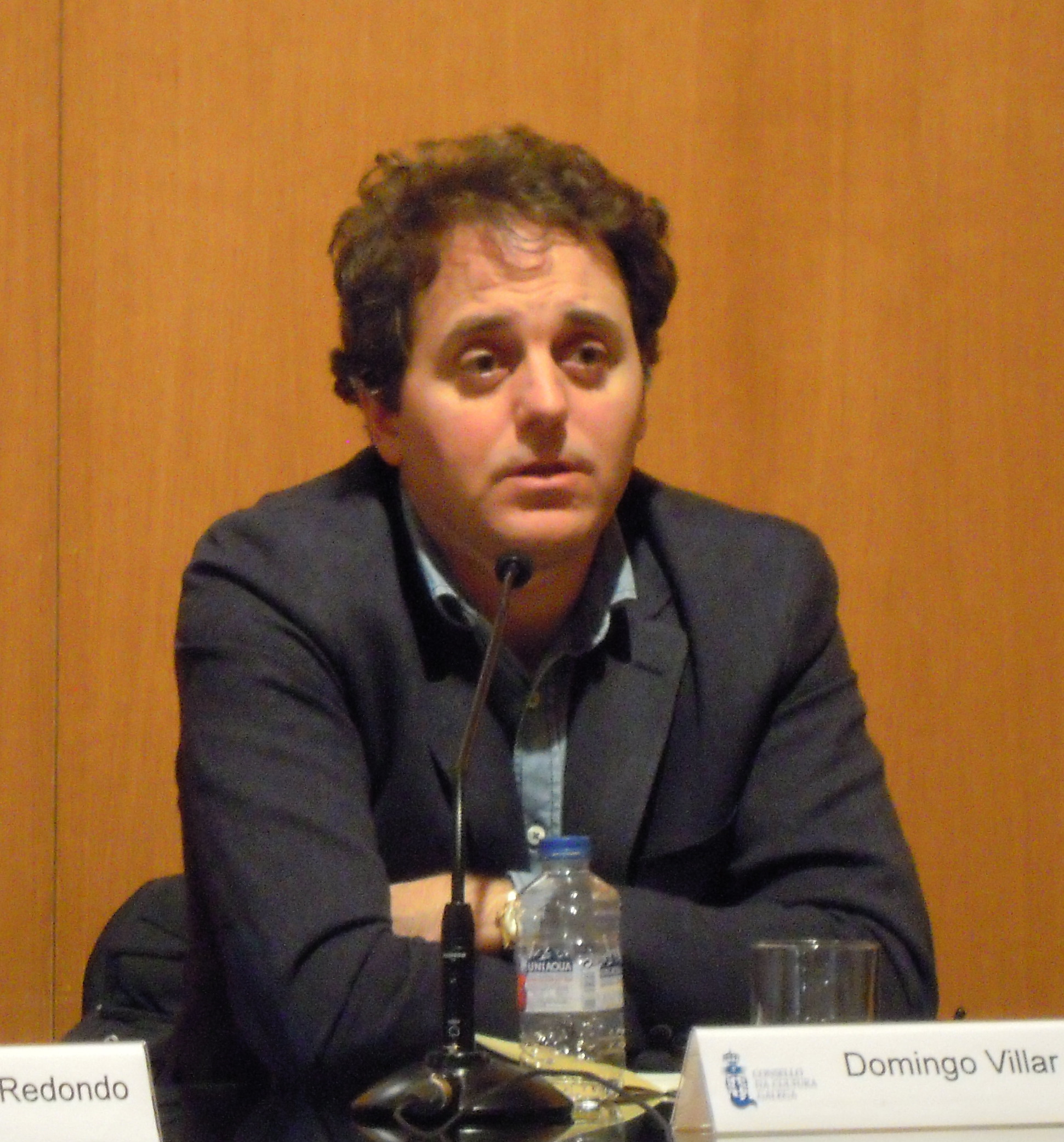
Domingo Villar (Februar 2014)

Domingo Villar (* 6. März 1971 in Vigo; † 18. Mai 2022 ebenda) war ein galicischer Schriftsteller.

## Leben
Villar lebte in Madrid, wo er als Journalist, Gastronomiekritiker und Schriftsteller arbeitete. Seine Romane um den Kriminalinspektor Leo Caldas wurden in Spanien mit mehreren Literaturpreisen ausgezeichnet. 2010 war Villar Mitglied der Hauptjury des Ripper Awards.
Er erlag am 18. Mai 2022 im Alter von 51 Jahren den Folgen eines Schlaganfalls, den er zwei Tage zuvor erlitten hatte.

## Werke (Auswahl)
- Wasserblaue Augen („Ollos de auga“). Unionsverlag, Zürich 2009, ISBN 978-3-293-20498-0 (übersetzt durch Peter Kultzen).
- Strand der Ertrunkenen („A praia dos afogados“). Unionsverlag, Zürich 2010, ISBN 978-3-293-00414-6 (übersetzt durch Carsten Regling).